# Paling in 't groen

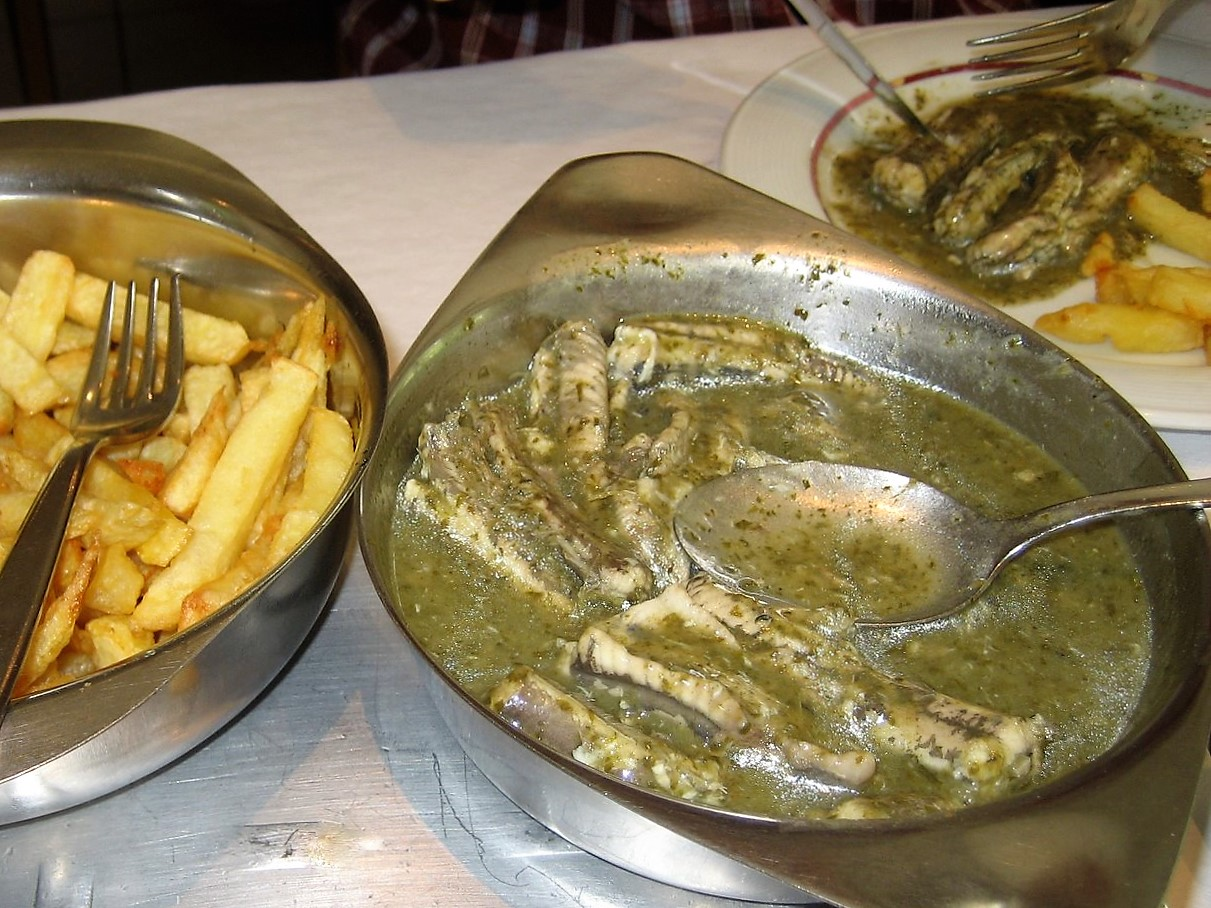
Paling in 't groen

Paling in 't groen is een Belgisch gerecht uit de Scheldestreek, bestaande uit zoetwaterpaling in een groene saus. Hoewel traditioneel thuisbereid, is het tegenwoordig ook in restaurants en, in ongekookte vorm, bij vishandelaren verkrijgbaar.
Nadat de paling is ontdaan van huid, kop en ingewanden, wordt hij in ongeveer vier centimeter lange stukjes gesneden en gestoofd in een mengsel van fijngehakte verse groene kruiden. Daartoe komen onder andere in aanmerking: salie, gembermunt, wilde marjolein, veldzuring, citroenmelisse, kervel, tijm, citroentijm, bonenkruid, peterselie, brandnetel, kruizemunt, pimpernel, waterkers, dragon, bieslook, basilicum. Wat fijngesnipperde sjalot, (mais)zetmeel, een beetje boter en een snuifje zout worden toegevoegd. De bereiding is klaar zodra het witte palingvlees vlot los kan van de graat maar er tijdens zacht roeren nog aan blijft; de hoeveelheid zetmeel was gepast als de saus op een bord na een minuutje net dikvloeibaar blijkt. Volgens persoonlijke voorkeur kan een fellere groene kleur bereikt worden met spinazie erbij, al wijzen andere liefhebbers dit beslist af. Variaties met bier of wijn, met citroensap, met eierdooier, en zelfs met kippenbouillon, komen voor.
In de volksmond wordt veelal 'palingkruid' als ingrediënt genoemd. Dit is echter geen algemene benaming voor een unieke plant: naargelang de locatie of familietraditie kan hiermee salie, citroenmelisse, gembermunt, kruizemunt of wilde marjolein bedoeld worden.
Hoewel het gerecht ook weleens koud wordt gegeten, is het normaal warm geserveerd met frieten of met brood. Gewoonlijk knijpt men citroen uit over de stukjes paling.
Naast de ook wel voorkomende onwettige vangst, verstaat men onder 'het stropen van paling' de vakkennis vergende wijze van villen van een pas gedode paling, welke daarbij door zenuwreflexen nog flink kan tegenspartelen: Vanaf een insnijding net achter de kieuwen wordt het vel wat losgemaakt. Met de duim op dat omgeslagen stukje zorgt een handdoek voor voldoende grip om de huid binnenstebuiten overheen de lengte van het lichaam te trekken, terwijl men met de andere hand de kop heel stevig vasthoudt. Deze laatste hakt men daarna af.
Nu de lokale rivierpaling zeldzaam of ongewenst werd door vervuiling, terwijl kwekerijen een erg vet en gastronomisch minder gesmaakt product leveren, wordt wilde paling meestal geïmporteerd. Het is een bedreigde en behoorlijk dure vis.